# Ернст Яндль
Ернст Яндль (нім. Ernst Jandl; 1 серпня 1925, Відень — 9 червня 2000, Відень) — австрійський поет, послідовник конкретної поезії та радикального експериментаторства в літературі.

## Біографія

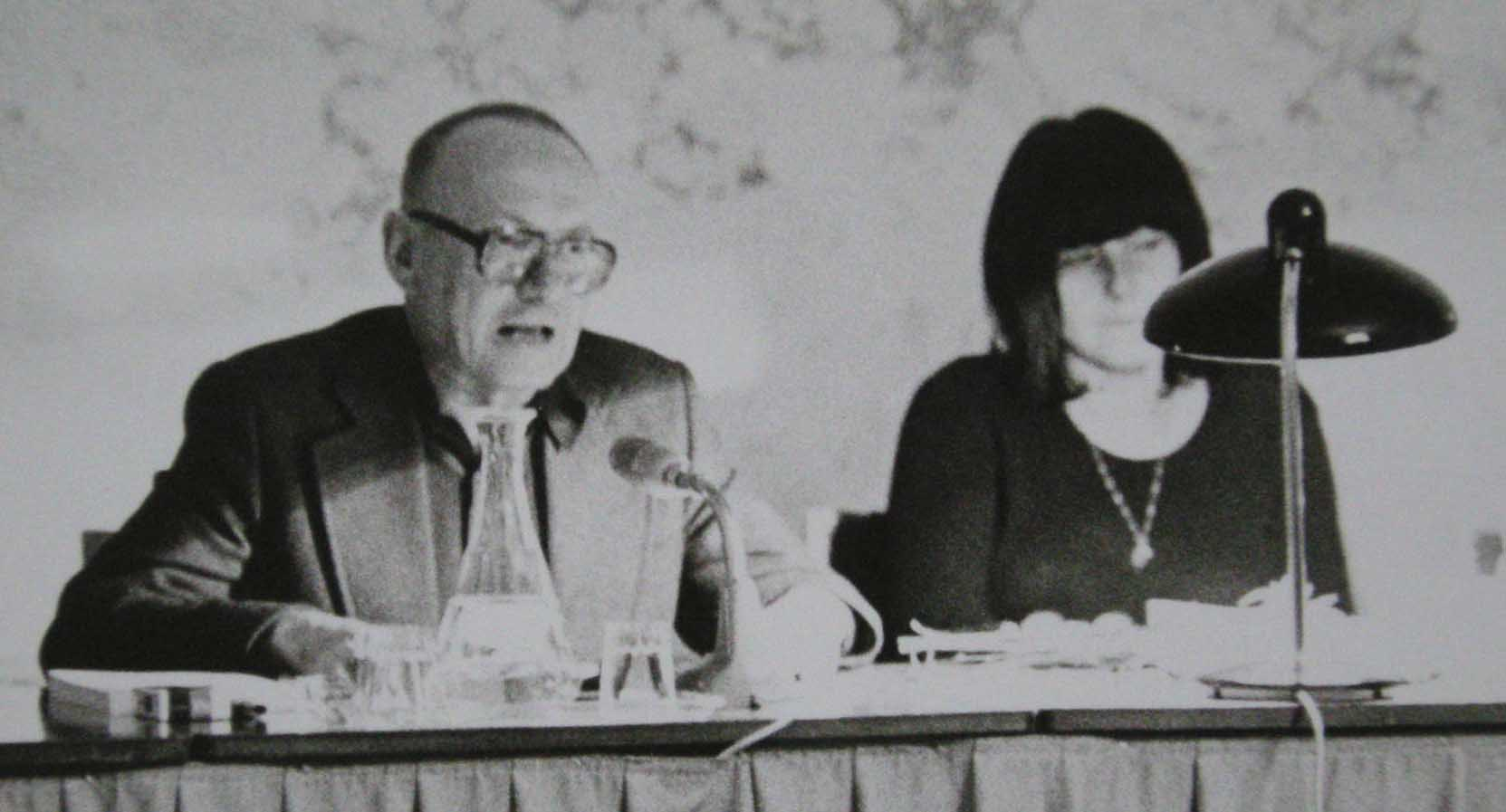
Ернст Яндь та Фрідеріке Майрекер на публічних читаннях (1974)

Ернст Яндль був старшим сином в родині банківського службовця Віктора Яндля (1894—1973) та вчительки Луїзи Яндль, до шлюбу Раппель (1902—1940). У Ернста було двоє молодших братів: Роберт (1929—1993), який став архітектором, та Герман Яндль (*1932), що працював учителем, а потім також став письменником. Обоє батьків цікавилися мистецтвом. Батько Ернста Яндля не цікавився кар'єрою й весь вільний час присвячував малярству, яке опанував як самоук. Мати після народження Ернста вже не повернулася до вчителювання. 1934 року вона захворіла на міастенію в гострій формі. Саме тоді вона почала писати вірші та прозу, частина її текстів була надрукована. Під впливом матері Ернст також відкрив для себе письменство. У 12 років Ернст опублікував свій перший вірш, що називався «Повінь». У підлітковому віці Ернст мав постійні коонфлікти з матір'ю на ґрунті її релігійності, яка значно поглибилася у зв'язку з її хворобою. 6 квітня 1940 року мати Ернста Яндля померла, що було глибокою травмою для нього на все подальше життя. Водночас Яндль здобув і більше свободи, оскільки зміг читати багатьох авторів, які мати йому забороняла. Особливо близькими для Яндля стали поезії Йоганнеса-Роберта Бехера, Августа Штрамма та Вільгельма Клемма. 1943 року Яндль закінчив віденьську гімназію на Кундмангассе. Яндль та його шкільні друзі відкидали ідеї націонал-соціалізму та трималися остронь від молодіжної організації Гітлер'югенд. Натомість Яндль відкрив для себе джаз, який нацистська влада розглядала як один з видів дегенеративного мистецтва.
1943 року Яндля призвали у військо, де він намагався всіляко відсунути час відбуття на фронт. Врешті після замаху на Гітлера військову частину, в якій був Яндль, відправили на західний фронт. Події Другої світової війни та роль в ній Німеччини Яндль відпочатку розглядав як суцільну катастрофу, тож потрапивши на фронт, разом з товаришами здався в американський полон. Кілька років Яндль провів у таборі для військовополонених у Великій Британії, де працював перекладачем, був звільнений 1946 року й повернувся до Відня.
Після війни Яндль вступив до Віденського університету, де вивчав німецьку та англійську філологію. По закінченні викладав у гімназії (1949–1979). Першу збірку віршів видав 1956 року. 1954 року одружився з поетесою Фрідеріке Майрекер, з якою прожив усе життя. Разом вони написали низку творів.
Справжній літературний успіх прийшов до Яндля досить пізно, лише в 1960-і роки, оскільки тривалий час його тексти та виступи сприймалися як літературна провокація.
9 червня 2000 року Ернст Яндль помер унаслідок серцевого нападу. Похований на Центральному віденському цвинтарі (група 33 G, номер 29).
Твори Яндля було відзначено великою кількістю премій та нагород. Зараз деякі його вірші увійшли до канону текстів, що вивчаються в німецьких та австрійських школах.

## Творчість
Зазнав впливу дадаїзму, був близький до конкретної поезії, його творчість пронизана духом гри. Перекладав Гертруду Стайн, Джона Кейджа, Роберта Крілі.

## Визнання
Лауреат численних літературних премій Австрії та ФРН, зокрема:
- 1974: Премія Геогра Тракля за лірику
- 1976: Літературна премія міста Відень
- 1978: Австрійська мистецька премія з літератури
- 1982: Премія Антона Вільдґанса
- 1982: Премія «манускріпте» землі Штирія
- 1984: Премія Георга Бюхнера
- 1984: Велика австрійська державна премія з літератури
- 1986: Почесна золота медаль міста Відень
- 1987: Кассельська літературна премія гротескного гумору
- 1989: Франкфуртська премія за найкращу радіоп'єсу
- 1990: Австрійський почесний знак «За науку і мистецтво»
- 1990: Премія Петера Гухеля за збірку idyllen
- 1991: Премія Ериха Фрида
- 1993: Премія Кляйста
- 1995: Премія Фридриха Гельдерліна
- 1995: Почесний знак землі Штирія
- 1996: Почесний знак «За заслуги перед Австрійською Республікою»

2001 року в Австрії було засновано міжнародну поетичну премію імені Ернста Яндля.

## Твори

### Прижиттєві видання

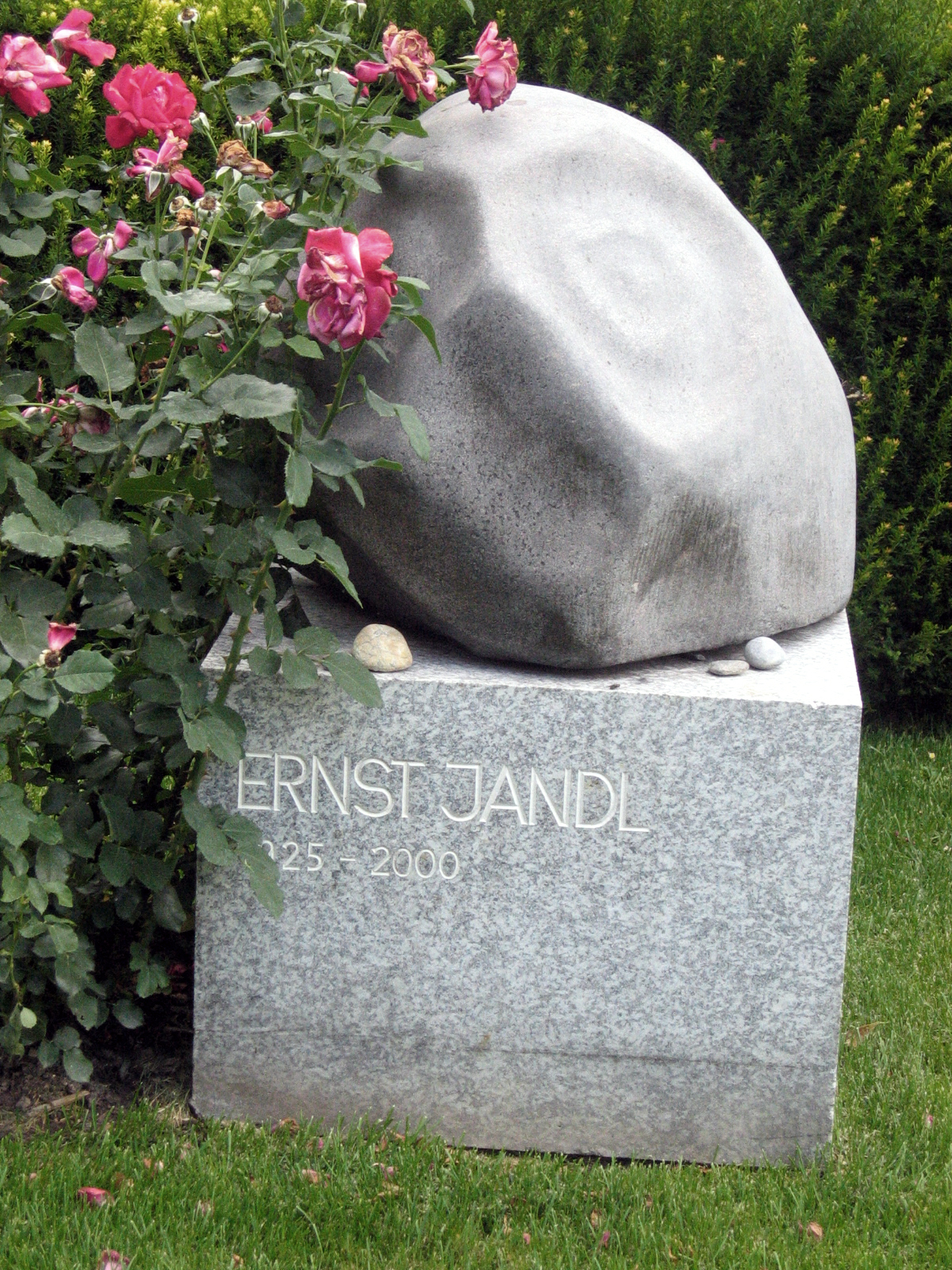
Надгробок Ернста Яндля на Центральному кладовищі у Відні

- «Andere Augen». Gedichte. Bergland, Wien 1956 (= Neue Dichtung aus Österreich. 21)
- lange gedichte. edition rot 16. Hrsg.: Max Bense, Elisabeth Walther. H. Mayer, Stuttgart, 1964
- Hosi-Anna!. mit Lithografien von Thomas Bayrle und Bernhard Jäger, Gulliver-Presse, Bad Homburg, 1965
- «laut und luise», 1966
- «sprechblasen», gedichte, 1968
- «der künstliche baum», 1970
- «flöda und der schwan», 1971
- «die männer», 1973
- «dingfest», gedichte, 1973
- «serienfuss», 1974
- «für alle», 1974
- «die schöne kunst des schreibens», 1976
- «die bearbeitung der mütze», gedichte, 1978
- «Aus der Fremde», Sprechoper in 7 Szenen, 1980
- «der gelbe hund», gedichte, 1980
- «selbstporträt des schachspielers als trinkende uhr», gedichte, 1983/1986
- «Das Öffnen und Schließen des Mundes», Frankfurter Poetik-Vorlesungen, 1985
- «idyllen», gedichte, 1989
- «stanzen», 1992
- «peter und die kuh», gedichte, 1996
- «lechts und rinks», gedichte statements peppermints, 1997
- «Poetische Werke», 10 Bände, 1997
- «Autor in Gesellschaft», Aufsätze Reden und, 1999
- «aus dem wirklichen Leben», gedichte und prosa, 1999

### Посмертні видання
- «Jandls Ernst», 2000
- «Letzte Gedichte», 2001
- «Ottos Mops», Bilderbuch, 2001
- «Briefe aus dem Kfrieg 1943—1946», 2005

### Окремі вірші
- Ottos mops
- Schtzngrmm

## Українські переклади
Українською мовою поезії Ернста Яндля перекладали Іван Лучук та Олег Жупанський.
- Ернст Яндль // Двадцять австрійських поетів ХХ сторіччя, пер. з німецької, вид. Юніверс, Київ, 1998, с. 175—180 (переклад О. Жупанського)
- Ернст Яндль // Олег Жупанський. Вибрані переклади. З франкомовної та німецькомовної поезії. — Київ: Видавництво Жупанського, 2012, с. 159—162.